# Алън Кормак
Алън Маклауд Кормак (на английски: Allan Macleod Cormack) е южноафрикански физик, спечелил Нобелова награда за физиология или медицина през 1979 г. (заедно с Годфри Хаунсфийлд) за работата му по рентгенова компютърна томография.

## Ранен живот и образование
Кормак е роден в Йоханесбург, Южна Африка. Той завършва мъжката гимназия Rondebosch в Кейптаун, където участва активно в отборите по дебати и тенис. Получава бакалавърска степен по физика през 1944 г. от Университета на Кейптаун, както и магистърска степен по кристалография през 1945 г. Той е докторант в Кеймбриджкия университет от 1947 г. до 1949 г., където се запознава и с бъдещата си съпруга Барбара Сийви, американска студентка по физика.

## Научна кариера
След като се жени за Барбара, той се завръща в университета в Кейптаун в началото на 1950 г., за да изнася лекции. След отпуск в Харвард през 1956 – 57 г. двойката се съгласява да се премести в Съединените щати и Кормак става професор в Университета Тъфтс през есента на 1957 г. Кормак става натурализиран гражданин на Съединените щати през 1966 г. Въпреки че той работи основно върху физиката на елементарните частици, страничният интерес на Кормак към рентгеновата технология го кара да разработи теоретичните основи на компютърната томография. Тази работа е започната в Университета на Кейптаун и болница Groote Schuur в началото на 1956 г. и е продължена за кратко в средата на 1957 г., след като се завръща от отпуската си. Резултатите му впоследствие са публикувани в две статии в Journal of Applied Physics през 1963 и 1964 г. Тези статии предизвикват слаб интерес, докато Хаунсфийлд и колегите му не създават първия компютърен томограф през 1971 г., което показва реалното приложение на теоретичните изчисления на Кормак. За независимите си усилия Кормак и Хаунсфийлд си поделят Нобеловата награда за физиология или медицина през 1979 г. Трябва да се отбележи, че двамата създават много подобен тип устройство без сътрудничество в различни части на света. Той е член на Международната академия на науките в Мюнхен. През 1990 г. е награден с Национален медал за наука. Кормак умира от рак в Уинчестър, Масачузетс на 74-годишна възраст. Той е посмъртно награден с Ордена на Мапунгубве на 10 декември 2002 г. за изключителни постижения като учен и за изобретяването на компютърния томограф.